# Epicypta sinica
Epicypta sinica är en tvåvingeart som beskrevs av Wu och Yang 1993. Epicypta sinica ingår i släktet Epicypta och familjen svampmyggor.
Artens utbredningsområde är Fujian (Kina). Inga underarter finns listade i Catalogue of Life.